# Gouania colurnifolia
Gouania colurnifolia är en brakvedsväxtart som beskrevs av Reiss.. Gouania colurnifolia ingår i släktet Gouania och familjen brakvedsväxter. Inga underarter finns listade i Catalogue of Life.